# 龙头街道 (宜城市)
龙头街道是中华人民共和国湖北省襄阳市宜城市下辖的一个街道办事处。

## 行政区划
龙头街道下辖以下村级行政区划单位：
九龙社区、自忠路社区、北水坝社区、湖畔社区、学苑社区、七里花园社区、紫阳观社区、乔家营社区、五条路社区、龙头村、太平村、铁湖村、七里岗村。